# Неа Смирни
Неа Смирни (на гръцки: Νέα Σμύρνη, в превод Нова Смирна) е град в Гърция, на практика предградие на столицата Атина. Населението му е 73 986 жители (2001 г.), а площта 3,524 km2. Намира се в часова зона UTC+2 на 50 m. Пощенският му код е 171 xx, телефонният 210, а кодът на МПС Z. Разположен е на 5 km югозападно от центъра на Атина. В административно отношение е самостоятелен дем в област Атика.